# Maxim Integrated Products
Maxim Integrated (NASDAQ: MXIM), también conocida por Maxim, es una empresa que diseña y fabrica dispositivos semiconductores.  Maxim desarrolla circuitos integrados para los mercados de la industria, comunicaciones, consumo e informática.
Su sede está localizada en San José, California, Estados Unidos. Maxim tiene centros de diseño, plantas de manufacturación, y oficinas de venta en todo el mundo. En 2013 Maxim ha facturado $2,4 mil millones de dólares, con 9.200 empleados, y 35.000 clientes en todo el mundo.